# ビル・タウィール
ビル・タウィール（بيرطويل 、ラテン文字転写 :Bir Tawil or Bi'r Tawīl）は、エジプトとスーダンの国境地帯にある地域。この地域は、いずれの国家によっても領有権が主張されていない無主地である。

## 地理
この地域は北にエジプト、南にスーダンがある。砂漠地帯にあり、境界線はすべて直線で構成されている。北の境界線は北緯22度線であり、その長さは95kmにわたる。南の辺は Jabal Bartazuga （標高410m）と Jabal Hesmet 'Omar （標高570m）を結んでいる。
地域の北部には、タウィール山（جبل طويل / Jabal Tawil、標高459m）、東部には Jabal Ḩajar az Zarqā'（標高662m）が聳える。また、地域の南部にはワジ・タウィール（وادي طويل 、一名 Khawr Abū Bard）が流れている。

## 歴史

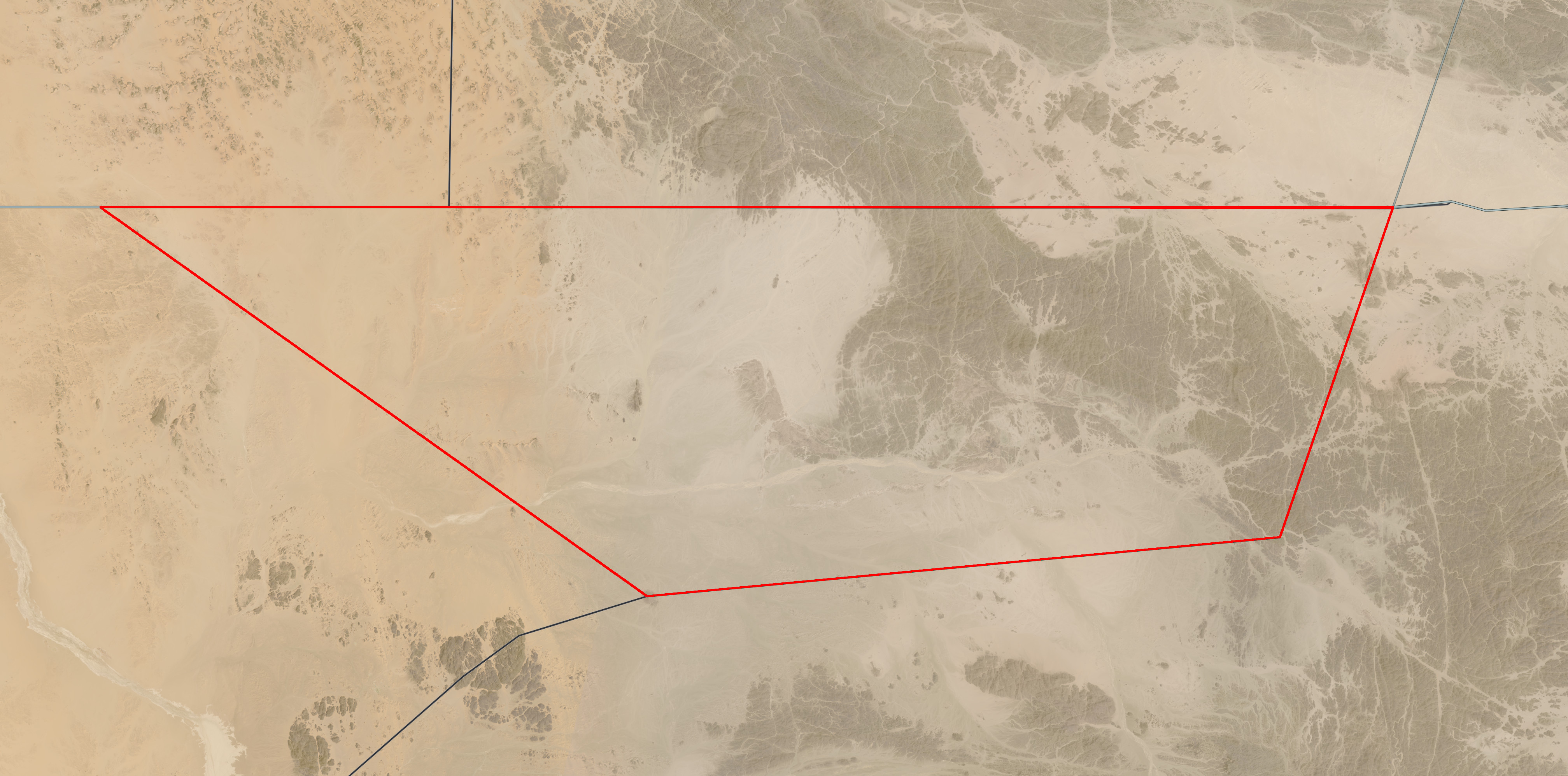
ビル・タウィールの衛星写真（赤線で囲まれた範囲）

1899年、イギリスはこの地域の覇権を握り、保護国エジプト王国との共同主権地域とした（英埃領スーダン）。このとき、エジプトとスーダンの境界線 ("Political boundary") は北緯22度線とされた。22度線以南のビル・タウィールの地域は、ハルツームのスーダン総督の管轄下に置かれた。
1902年、イギリスはこの地に新しい行政境界線 ("Administrative boundary") を引き、ビル・タウィールはエジプト側に組み込まれた。この地域が、アスワンを本拠とする遊牧民・アバブダ人の放牧地であり、地理的・文化的にハルツームよりもカイロに近かったためである。このとき同時に、ビル・タウィールの東北側、紅海にかけての22度線以北の地域（ハラーイブ・トライアングル）がスーダン側に組み込まれることになった。ハライブ一帯の遊牧民がスーダン側を拠点としていたためである。

## 帰属問題

上がエジプト、下がスーダン、緑の部分が両国が領有を主張するハラーイブ・トライアングル、その左の白い部分がビル・タウィール

北スーダン王国の国旗

ビル・タウィールの帰属は、ハラーイブ・トライアングルの帰属問題と不可分に結びついている。
エジプトとスーダンの国境線について、エジプト政府は1899年の境界線を主張し、スーダン政府は1902年の境界線を主張している。ハラーイブ・トライアングルを自国領とする境界線を採用すると、ビル・タウィールは自国領に含まれない。ビル・タウィールはハラーイブ・トライアングルのわずか10分の1の面積であり、ハラーイブ・トライアングルと比較して重要な土地でないと考えられていることから、両国ともハラーイブ・トライアングルを自国領とする境界線を主張し、その結果、ビル・タウィールの領有権は両国とも否認する形となっている。
また、ビル・タウィールには、エジプトかスーダンを通ってしかアクセスできないため、第三国がビル・タウィールを自国領土と宣言することは難しい。このため、ビル・タウィールは「いずれの国家によっても領土と主張されていない」地球上で稀な土地の一つとなっている。
この地の領有を主張してミクロネーションの「建国」を宣言する民間人は幾人か存在している。2014年にはアメリカ人のジェレマイア・ヒートンが現地に赴き、娘の誕生日にミクロネーション「北スーダン王国」の建国を宣言した。これらの領有宣言を承認する国家はない。